# Чарніж
Чарніж (пол. Czarniż) — село в Польщі, у гміні Бруси Хойницького повіту Поморського воєводства.
Населення — 259 осіб (2011).
У 1975-1998 роках село належало до Бидгощського воєводства.

## Демографія
Демографічна структура станом на 31 березня 2011 року:
|          | Загалом | Допрацездатний вік | Працездатний вік | Постпрацездатний вік |
| -------- | ------- | ------------------ | ---------------- | -------------------- |
| Чоловіки | 136     | 31                 | 96               | 9                    |
| Жінки    | 123     | 32                 | 65               | 26                   |
| Разом    | 259     | 63                 | 161              | 35                   |